# Leela Egli
Leela Egli (Uznach, 11 december 2006) is een voetbalspeelster uit Zwitserland. Ze speelt als aanvaller voor SC Freiburg in de Bundesliga.

## Clubcarrière
Leela Egli speelde in haar jeugdjaren van 2016 tot 2019 voor FC Weesen. In 2019 ging ze onderdeel uitmaken van de jeugdopleiding van FC Zürich. Vanaf het seizoen 2022/23 mocht Egli aansluiten bij de eerste selectie van FC Zürich. Op 15 oktober 2022 maakte Egli haar debuut in de Super League. Al snel verkreeg Egli een basisplaats en aan het einde van het seizoen wist ze met haar club landskampioen te worden.
Hierdoor mocht Egli met haar club aantreden in de kwalificaties voor de Champions League 2022/23. In een wedstrijd tegen KÍ Klaksvík mocht Egli na 70 minuten invallen. Met haar vijftienjarige leeftijd werd Egli de jongste speelster ooit in de Champions League.
In december 2020 maakte Egli de overstap naar SC Freiburg in de Duitse Bundesliga. Op 27 januari 2024 mocht Egli haar debuut maken in deze competitie door in de 61ste minuut in te vallen voor Lisa Kolb. Egli maakte in deze wedstrijd ook gelijk haar eerste doelpunt in de Bundesliga door de extra tijd de eindstand op 0-2 te bepalen. 

## Statistieken
| Seizoen | Club        | Competitie   | Competitie | Competitie | Beker | Beker | Overig | Overig | Totaal | Totaal |
| Seizoen | Club        | Competitie   | Wed.       | Dlp.       | Wed.  | Dlp.  | Wed.   | Dlp.   | Wed.   | Dlp.   |
| ------- | ----------- | ------------ | ---------- | ---------- | ----- | ----- | ------ | ------ | ------ | ------ |
| 2022/23 | FC Zürich   | Super League | 11         | 3          | 0     | 0     | 0      | 0      | 11     | 3      |
| 2022/23 | FC Zürich   | Super League | 10         | 5          | 0     | 0     | 0      | 0      | 10     | 5      |
| 2023/24 | SC Freiburg | Bundesliga   | 5          | 2          | 1     | 0     | 0      | 0      | 6      | 2      |
| Totaal  | Totaal      | Totaal       | 26         | 10         | 1     | 0     | 0      | 0      | 27     | 10     |

Bijgewerkt t/m 12 april 2024.

## Interlandcarrière
Leela Egli werd in september 2023 voor het eerst opgeroepen voor het Zwitserland. Ze maakte haar debuut op 27 februari 2024 in een vriendschappelijke wedstrijd tegen Polen.